# For Lies I Sire
For Lies I Sire − dziesiąty album studyjny brytyjskiego zespołu muzycznego My Dying Bride. Wydawnictwo ukazało się 23 marca 2009 roku nakładem wytwórni muzycznej Peaceville Records. Nagrania zostały zarejestrowane pomiędzy kwietniem a listopadem 2008 roku w Futureworks Studios w Manchesterze. Mastering odbył się w grudniu tego samego roku w Abbey Road Studios w Londynie.

## Lista utworów
Opracowano na podstawie materiału źródłowego.
| Nr | Tytuł utworu                | Długość |
| -- | --------------------------- | ------- |
| 1. | „My Body, a Funeral”        | 6:47    |
| 2. | „Fall with Me”              | 7:15    |
| 3. | „The Lies I Sire”           | 5:29    |
| 4. | „Bring Me Victory”          | 4:08    |
| 5. | „Echoes from a Hollow Soul” | 7:19    |
| 6. | „ShadowHaunt”               | 4:37    |
| 7. | „Santuario di Sangue”       | 8:27    |
| 8. | „A Chapter in Loathing”     | 4:46    |
| 9. | „Death Triumphant”          | 11:06   |
|    |                             | 59:54   |

## Twórcy
Opracowano na podstawie materiału źródłowego.
| Zespół My Dying Bride w składzie - Katie Stone − instrumenty klawiszowe, skrzypce - Aaron Stainthorpe − wokal prowadzący - Andrew Craighan, Hamish Glencross − gitara - Lena Abé − gitara basowa - Dan "Storm" Mullins − perkusja, instrumenty perkusyjne |  | Inni - Robert „Mags” Magoolagan − inżynieria dźwięku, miksowanie - Sean Magee − mastering - Rhett Podersoo − okładka, oprawa graficzna, zdjęcia |

## Listy sprzedaży
| Lista                   | Kraj      | Pozycja |
| ----------------------- | --------- | ------- |
| Suomen virallinen lista | Finlandia | 24      |
| SNEP                    | Francja   | 176     |
| VG-Lista                | Norwegia  | 36      |